# Corps des personnels de direction de l'Éducation nationale
Le corps des personnels de direction de l’Éducation nationale est un corps de cadres supérieurs qui regroupe les fonctionnaires de catégorie A (niveau A+) qui dirigent les établissements publics locaux d'enseignement (EPLE) en France.
La plupart des membres de ce corps exercent des fonctions de chef d'établissement ou de chef d'établissement adjoint au sein des collèges et lycées.
Recrutés par concours national, parmi les fonctionnaires de catégorie A (professeurs, conseillers principaux d'éducation et autres corps), ils sont nommés en responsabilité et suivent une formation pilotée par l'IH2EF (Institut des Hautes Études de l’Éducation et de la Formation, ex-ENSESR, École nationale supérieure de l'éducation nationale de l'enseignement supérieur et de la recherche).
Lorsqu'ils sont chefs d'établissement, sous l'autorité du recteur et du directeur académique des services de l'éducation nationale, ils exercent leurs responsabilités au sein de ces établissements à la fois en qualité de représentant de l'État et de président du conseil d'administration, de ce fait ils appartiennent aux fonctionnaires dits « d'autorité ».

## Emplois concernés
Les personnels de direction de l'Éducation nationale occupent principalement les emplois suivants :
- Chef d'établissement de lycée (proviseur), lycée professionnel (proviseur) ou collège (principal) ;
- Chef d'établissement adjoint (lycée et LP : proviseur-adjoint, collège : principal adjoint).

Le décret qui fixe leur statut  indique qu'ils peuvent également être nommés sur les emplois suivants :
- directeur académique (IA-DASEN) (emplois fonctionnels groupes I et II) ;
- directeur académique adjoint (IA-DAASEN) (emploi fonctionnel groupe III) ;
- directeur de cabinet de recteur (emploi fonctionnel groupe III) ;
- conseiller technique de recteur pour les établissements et la vie scolaire (emploi fonctionnel groupe III) ;
- directeur d'établissement régional d'enseignement adapté ;
- directeur d'école régionale du premier degré ;
- directeur adjoint chargé d'une section d'enseignement général et professionnel adapté ;
- directeur d'une unité pédagogique régionale des services pénitentiaires.

### Proviseur et proviseur adjoint
En France, le proviseur est le chef d'établissement dans un lycée public.
Ses compétences sont régies par les articles R.421-8 à R.421-13 du code de l'éducation. Il est le représentant de l'État et assure l'exécutif du conseil d'administration de l'établissement qu'il dirige. Il préside également le conseil d'administration et les instances de l'établissement.
Il est secondé, sur le plan administratif, pédagogique et éducatif par un ou des chefs d'établissement adjoints issus du corps des personnels de direction (« proviseur adjoint », héritier du « censeur » ou « censeur des études ») et, dans ses tâches de gestion matérielle, financière et administrative par un Secrétaire Général (adjoint gestionnaire) issu de l'administration de l'éducation nationale et de l'enseignement supérieur. Dans certains lycées technologiques et professionnels, en plus des proviseurs adjoints, il est conseillé par un professeur occupant des fonctions de directeur délégué aux formations professionnelles et technologiques (autrefois appelé chef de travaux).

### Principal et principal adjoint
En France, le principal est le chef d'établissement dans un collège public.
Ses compétences sont régies par les articles R.421-8 à R.421-13 du code de l'éducation. Il est le représentant de l'État et assure l'exécutif du conseil d'administration de l'établissement qu'il dirige. Il préside également le conseil d'administration et les instances de l'établissement.
Selon la taille de l'établissement, il peut être secondé, sur le plan administratif, pédagogique et éducatif par un chef d'établissement adjoint issu du corps des personnels de direction (« principal adjoint ») et, dans ses tâches de gestion matérielle, financière et administrative par un Secrétaire Général (adjoint gestionnaire) issu de l'administration de l'éducation nationale et de l'enseignement supérieur.

### Directeur d'EREA ou d'ERPD
Les établissements régionaux d'enseignement adapté (EREA) et les écoles régionales de premier degré (ERPD) sont des établissements publics locaux d'enseignement (EPLE). Ils sont dirigés par un directeur d'établissement d'éducation adaptée et spécialisée (DEEAS) qui appartient souvent au corps des personnels de direction de l'Éducation nationale.

### Directeur-adjoint chargé de SEGPA
Dans les collèges disposant d'une Section d'enseignement général et professionnel adapté (SEGPA), le principal est secondé par un directeur d'établissement d'éducation adaptée et spécialisée, nommé sur le poste de « directeur adjoint chargé de la SEGPA », qui l'assiste en ce qui concerne la direction technique, l'animation pédagogique, le management, la conduite des partenariats, l'administration générale et la gestion de la SEGPA. Bien qu'il soit titulaire d'un diplôme de directeur d'établissement d'éducation adaptée et spécialisée (DDEEAS), ce directeur adjoint est rarement membre du corps des personnels de direction ; il appartient le plus souvent au corps des professeurs des écoles.

### Remarque: l'enseignement du premier degré
La direction administrative des établissements du premier degré relève d'un professeur des écoles assurant une fonction de direction contre décharge d'une partie de son service d'enseignement : « il a autorité sur l'ensemble des personnes présentes dans l'école pendant le temps scolaire ».

## Recrutement
Le concours de recrutement est ouvert aux fonctionnaires titulaires de catégorie A justifiant de cinq années de services effectifs :
- dans des fonctions d’enseignement (du premier ou du second degré), de formation, d’éducation ou de direction ;
- dans d'autres fonctions, s'ils appartiennent à un corps ou cadre d’emplois dont l’indice brut terminal est au moins égal à l’indice brut 966 ;
- aux ressortissants des états membres de l’Union européenne ou d’un autre état partie à l’accord sur l’espace économique européen qui ont accompli des services dans une administration, un organisme ou un établissement dans des conditions équivalentes.

Les fonctionnaires titulaires justifiant de dix années de services effectifs à temps plein en catégorie A peuvent aussi, sous certaines conditions, être recrutés par la voie du détachement ou inscrits sur la liste d'aptitude.
Depuis la rentrée 2022 le concours de personnel de direction est ouvert à la 3eme voie pour les salariés du secteur privé, les responsables d’associations ou les titulaires d’un mandat électif justifiant à l’année du concours de 8 ans d’expérience.

## Place du chef d'établissement et de l'adjoint gestionnaire
Le chef d'établissement et son adjoint sont des personnels de direction et occupent effectivement un poste de direction, en vertu de la distinction classique entre corps et poste.
Il existe, en outre, dans les collèges et lycées, des adjoints gestionnaires d'EPLE, fonction visée à l'article R. 421-13 alinéa 2 du code de l'éducation, membres de direction. Les adjoint gestionnaires font souvent partie des corps d'attachés d'administration dont le statut dispose que « les attachés sont chargés de fonctions de conception, d'expertise, de gestion et de pilotage d'unités administratives. Ils ont vocation à être chargés de fonctions d'encadrement ». L'attaché adjoint gestionnaire est chargé du pilotage administratif et budgétaire d'une unité administrative, le service gestion d'un EPLE, sous l'autorité hiérarchique du chef d'établissement, son seul supérieur hiérarchique direct. Cependant il existe aussi des adjoints gestionnaires choisis parmi des fonctionnaires de catégorie B (SAENES) c'est-à-dire de fonctionnaires chargés de l'exécution, et non plus de conception, qui sont nommés sur ces postes. Le juge administratif n'a pas eu à se prononcer sur la légalité de ce type de nomination.

## Histoire du corps
Les termes de « proviseur » et de « principal » étaient déjà employés sous l'Ancien Régime pour désigner des personnes placées à la tête d'un établissement d'enseignement, les « maisons d'université » pour les proviseurs, et, déjà, les collèges pour les principaux.
Après la Révolution, le décret du 17 mars 1808 relatif à l'Université impériale retient le nom de proviseur pour les personnes dirigeant un lycée et de principal pour le responsable d'un collège. Les proviseurs et les principaux étaient assistés respectivement d'un censeur et d'un régent.
Après plusieurs évolutions, le corps des personnels de direction de l’Éducation nationale a été mis en place par le décret « René Monory » no 88-343 du 11 avril 1988 pour répondre à la situation nouvelle créée par la décentralisation (lois de 1982-1983).
Le corps connaît des évolutions importantes à plusieurs reprises : à la suite des protocoles Jospin (signé entre le ministre et le SNPDEN le 6 février 1990) et Lang 1 (signé entre le ministre et le SNPDEN le 24 janvier 1992), aux décisions de F. Bayrou de février 1995, à la suite de l’accord conclu avec le SNPDEN, le SNCL et l’Amicale des Proviseurs, et à l’application à ce corps des retombées de l’accord Durafour (1998).
Un nouveau statut est mis en place à la suite du protocole Lang 2 signé entre le ministre et le SNPDEN le 16 novembre 2000. Il crée un corps unique à trois classes et instaure un référentiel du métier. Des évolutions ultérieures de ce statut sont décidées en 2005 et en 2007, à la suite notamment d'un relevé de conclusions signé entre plusieurs organisations représentatives de personnels de direction (SNPDEN, Indépendance et Direction (FAEN) et SGEN-CFDT) et le ministre Gilles de Robien.
La réforme des carrières, dans le cadre du PPCR, conduit en 2017 à un corps à deux grades : classe normale (culminant à l'INM 830) et hors classe (hors-échelle A et échelon spécial en hors-échelle B, butoir pour la pension en hors-échelle bbis).

## Charte de pilotage
Les négociations des syndicats (Indépendance et Direction (FAEN), SGEN-CFDT et SNPDEN-UNSA) avec le ministre Gilles de Robien (fin 2006 et début 2007) aboutissent également à une « charte pratique du pilotage » (des établissements).
Celle-ci rappelle « le cadre des missions des EPLE, échelon de base de l’organisation de l’enseignement public du second degré. Elle précise les méthodes, les procédures et les pratiques favorisant les interactions entre l’établissement public local d’enseignement, le ministère et ses services déconcentrés et la collectivité territoriale de rattachement. La complémentarité de ces institutions, dans le respect de leurs prérogatives respectives, est le gage d’une meilleure efficience du service public de l’éducation ».